# 黃敬佩
黃敬佩（英語：Peggie Wong King Pui，1973年7月6日—），香港填詞人，亦曾作曲。1997年開始填詞生涯，曾是「宇宙大爆炸音樂」公司的填詞人，代表作品包括Twins和Boyz的《死性不改》、陳奕迅《第一類接觸》及許志安《羅馬》等。

## 背景
黃敬佩早年曾當教師。1996年參與 Blackbox 黑盒樂隊大碟《尋找黑盒》的歌詞創作，包括歌曲《幻想》及紀念1996年八仙嶺山火師生的《再看天際》。1997年參加TVB全球華人新秀歌唱大賽。1997年發表第一份個人填詞作品謝霆鋒的《庸人》。1998年與「宇宙大爆炸音樂」創辦人、作曲家張佳添結婚，而當年黃敬佩的中學教席亦正是接替轉職音樂人的張佳添；兩人經常在該製作公司共同創作流行曲，代表作亦多屬這時期的作品，如《死性不改》、《羅馬》:116-117。
2014年獲城市女青年商會選為香港時尚專業女性。2021-2022年間擔任無綫電視節目《聲夢傳奇》系列比賽評審之一。

## 家庭生活
1998年黃敬佩與張佳添結婚，育有一名女兒張珈喬，但二人於2012年離婚。

## 作曲作品列表
1998年
| - 楊千嬅 - 非買品 |

1999年
| - 錦繡二重唱 - 自由活動 |

2001年
| - 鄭伊健 - 緣份兩面睇（與張佳添共同作曲） |

2002年
| - 陳文媛 - 嫲嫲 |

## 填詞作品列表
1997年
| - 謝霆鋒 - 庸人 |

1999年
| - 陳慧琳 - 還是趁早把你忘記 | - 陳曉東 - 抱擁空氣 |

2000年
| - 古巨基 - Someday - 李克勤 - 原來我 - 李克勤 - 寫我深情 - 范瑋琪 - 想太多 | - 莫文蔚 - 再生 - 陳曉東 - 不想睡 - 彭海桐 - 一敗塗地 - 蘇永康 -不想睡 |

2001年
| - 方力申 - 可喜可賀 - 古巨基 - 天使 - 古巨基 - 與世無爭 - 張學友 - Love | - 陳冠希 - Imaginary Boy - 陳冠希 - 情感爆炸 - 鄭伊健 - 緣份兩面睇（與林寶合填） |

2002年
| - 王 喜 - 沉默寡言 - 李蘢怡 - 驕兵不敗 - 李蘢怡 - 小報告 - 李蘢怡 - 會員專利 - 李蘢怡 - 改革之女 - 馬浚偉 - 浪漫假期 - 郭富城 - 愛．情大舞台 - 郭富城 - 十指緊扣 - 許志安 - 羅馬 - 許志安 - 和平公主 | - 陳文媛 - 嫲嫲 - 陳冠希 - 冒險樂園:117 - 陳冠希 - 意想不到（與張佳添合填） - 陳奕迅 - 第一類接觸 - 陳奕迅 - 少見不怪 - 陳慧珊 - 自作自受 - 葉蒨文 - 心水清 - 趙頌茹 - 情急自禁 - 蕭正楠 - 眼光獨到 - 蕭正楠 - 月滿症候群（與林文宗合填） |

2003年
| - Boy'z - 死性不改 - Cookies - 信心爆棚 - 吳浩康 - 不妨一試 - 張國榮 - 敢愛 | - 黃凱芹 - 生活情趣 - 黃 馨 - 受寵若驚 - 黃 馨 - 平凡 - 鄭希怡 - 痛由自取 |

2004年
| - Boy'z - U2 - 呂 方 - 心靈感應 - 呂 方 - 獨門武器 - 黃 馨 - 路經此地 - 黃 馨 - 心不在焉 - 劉浩龍 - 你情我願 | - 戴夢夢 - 白日夢之戀 - 戴夢夢 - 當事人 - 戴夢夢 - 初戀見証 - 戴夢夢 - 天造地設 - 戴夢夢 - 無可救藥 - 戴夢夢 - 成全 |

2005年
| - 王凱駿 - 緣崖 - 吳浩康 - 醒覺 | - 鄭中基 - 領會 - 關心妍 - JK-25 |

2006年
| - 戴夢夢 - 速剪速決 |

2007年
| - 江若琳 - 大眼睛:117 | - 江若琳 - 撒嬌:117 |

2008年
| - KellyJackie - 冰鮮愛情:139 - VEGA - 快活 - 羽 翹 - 私事公辦 | - 裕 美 - 苛索 - 關心妍 - 人生不枉錯過 |

2010年
| - 亢帥克 - 改造 - 冼棨豪、李昊嘉 - 愛上癮 | - 羅力威、亢帥克、蔡梓銘、陳 蕾、古卓文、冼棨豪、李昊嘉 - 星光熠熠 |

2012年
| - 古卓文 - Wonder Boy |

2013年
| - CASEN Band Feat. 糖妹 - 天生我才 | - 未 知 - 從今日起 |

2015年
| - Super Girls - 一拍即愛 | - 賴偉鋒 - 忍出個未來 |

2020年
| - 美 琪 - Twinkle Twinkle Little Star |

2021年
| - Gin Lee、小 肥 - 一翅都不吃 - 梁式昕 - 滿屋世界 | - 群 星 - 與愛同在 |

2022年
| - 崔碧珈 - 小丑與皇后 |

## 獎項

### 作品
| 年份 | 頒獎禮                            | 獎項             | 作品                            | 結果 |
| ---- | --------------------------------- | ---------------- | ------------------------------- | ---- |
| 2002 | 新城電台 2002年度新城勁爆頒獎禮   | 勁爆歌曲（之一） | 許安志《羅馬》（填詞）          | 獲獎 |
| 2015 | 無綫電視 2015年度勁歌金曲頒獎典禮 | 最佳廣告歌曲金獎 | Super Girls《一拍即愛》（填詞） | 獲獎 |

## 評價
樂評人馮禮慈曾列舉讓他印象較深的2000年代前期新晉詞人，黃敬佩是其中之一。
研究歌詞的學者朱耀偉將黃敬佩列為2000年代未能自成一格的新晉詞人之一（此列舉名單曾被學者劉靖之引用），形容她與前夫張佳添「合作無間」，她為不同歌手所寫的詞作亦「恰如其份」，但可能受製作班底所限，詞作產量未足以確立完整風格。:116-117

## 外部連結
- 黃敬佩的Facebook專頁
- 黃敬佩的新浪微博
- 黃敬佩的Instagram帳戶
- Youtube頻道 中女愛『慢遊』Peggie Wong